# Skutskär
Skutskär er en by, som ligger i Uppsala län i landskapet Uppland i Sverige. Den er administrationsby i Älvkarleby kommune og i 2010 havde byen 6.075 indbyggere, hvoraf 5.766 i Älvkarleby kommune og 309 i Gävle kommune i Gästrikland.
Skutskär ligger ved Dalälven helt mod nord i Uppland cirka 15 kilometer sydøst for Gävle. 
60°38′18.064″N 17°24′44.280″Ø / 60.63835111°N 17.41230000°Ø